# Sesia bembeciformis
The Lunar Hornet Moth (Sesia bembeciformis) là một loài bướm đêm thuộc họ Sesiidae. Nó được tìm thấy ở châu Âu.

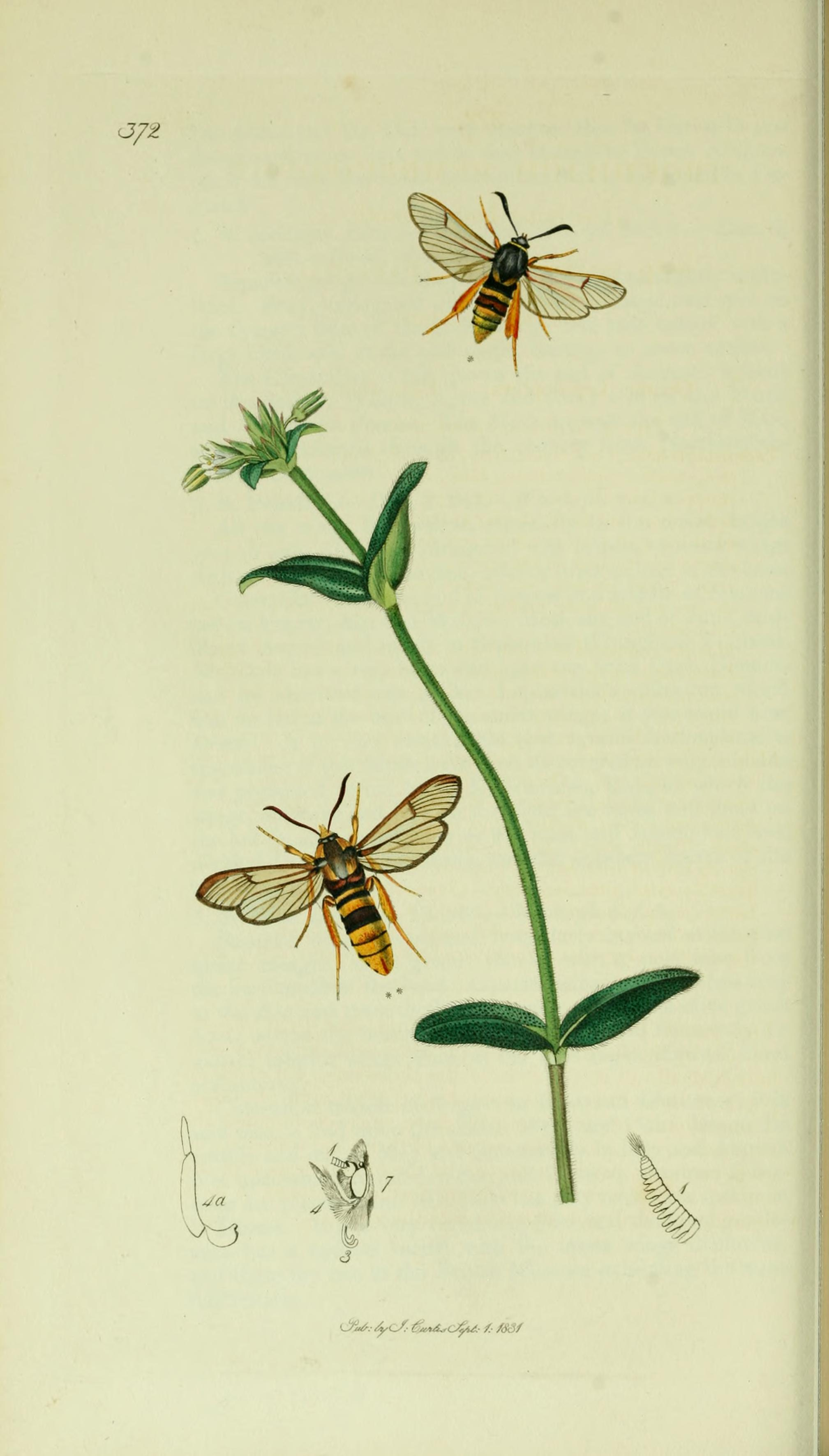
Hình minh họa của John Curtis's British Entomology Volume 5, depicting Sesia apiformis và Sesia bembeciformis

Sải cánh dài 32–42 mm. Chiều dài cánh trước là 15–19 mm. Con trưởng thành bay từ tháng 6 đến tháng 8 tùy theo địa điểm.
Ấu trùng ăn liễu.

## Hình ảnh

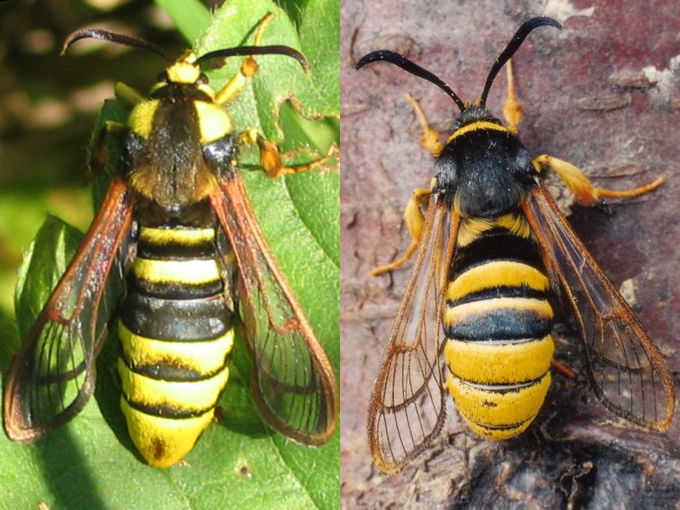
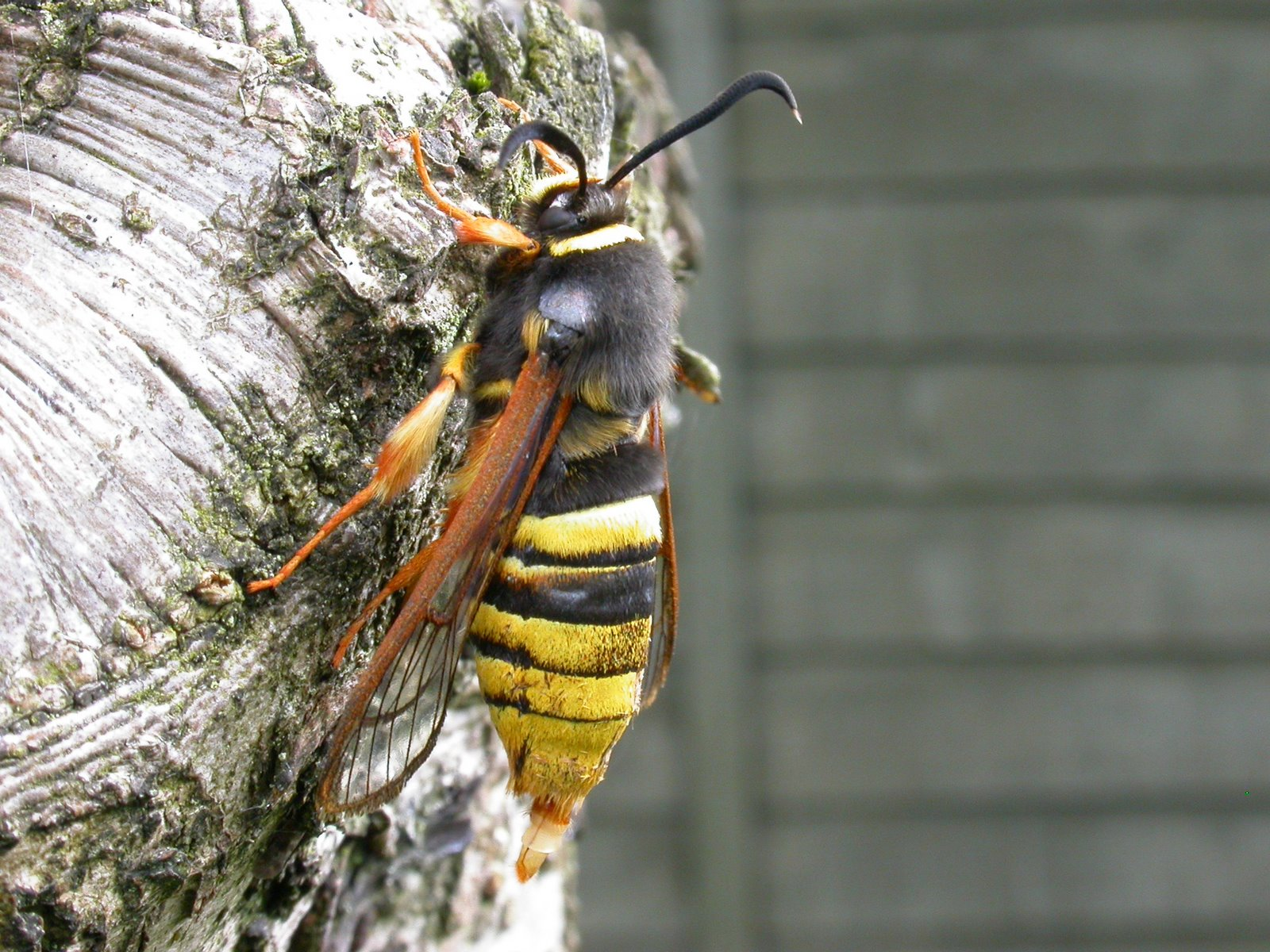
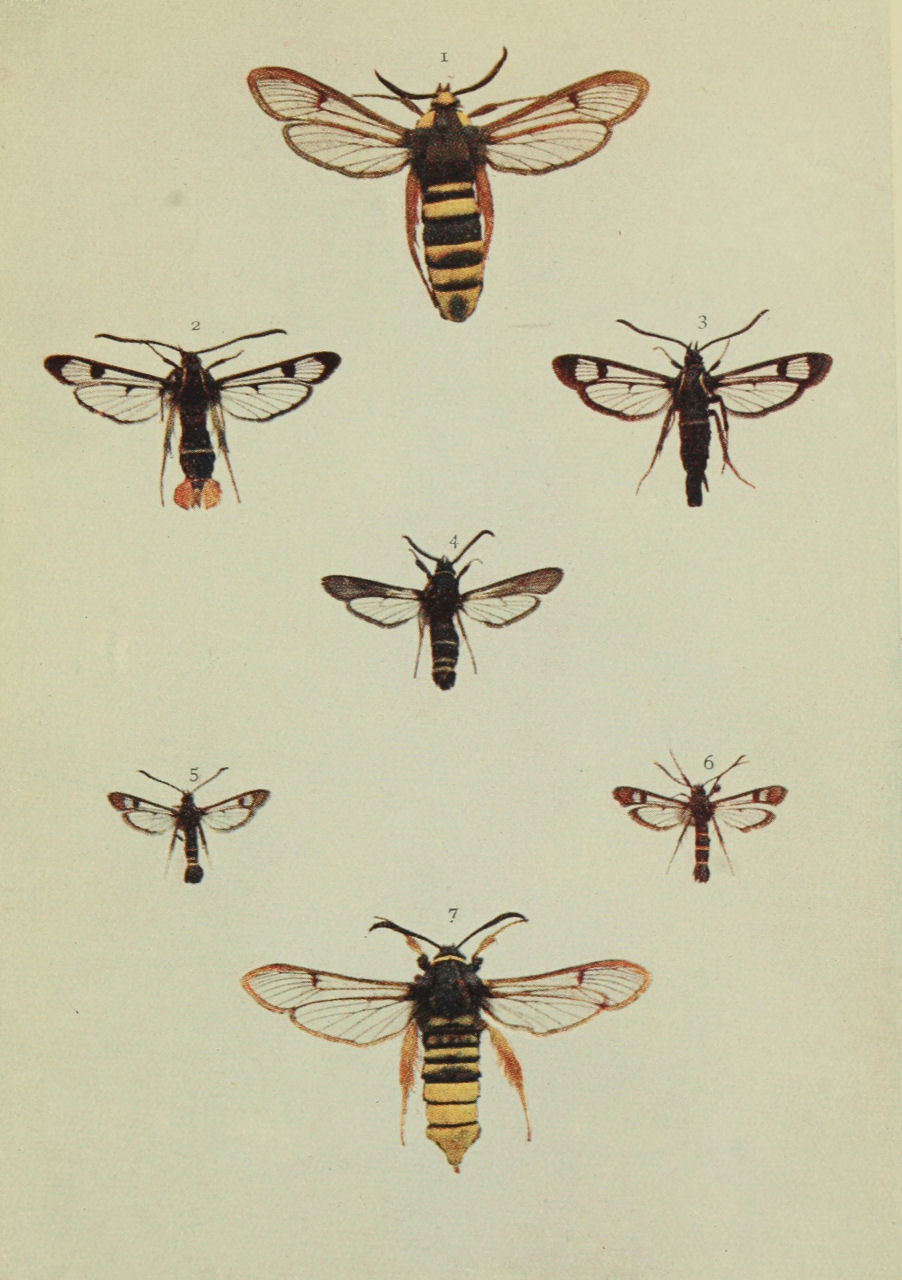